# Bullying sexual
Bullying sexual é um tipo de bullying que envolve agressão centrada no corpo, na sexualidade ou no sexo de uma pessoa, geralmente observado entre adolescentes. É uma forma de assédio sexual com a diferença fundamental de intenção do agressor, repetição do comportamento e claro desequilíbrio de poder entre agressor e vítima. O assédio sexual é definido como qualquer comportamento ou atenção física, verbal ou psicológica não solicitada e é ilegal segundo a Comissão de Igualdade de Oportunidades de Emprego dos Estados Unidos 

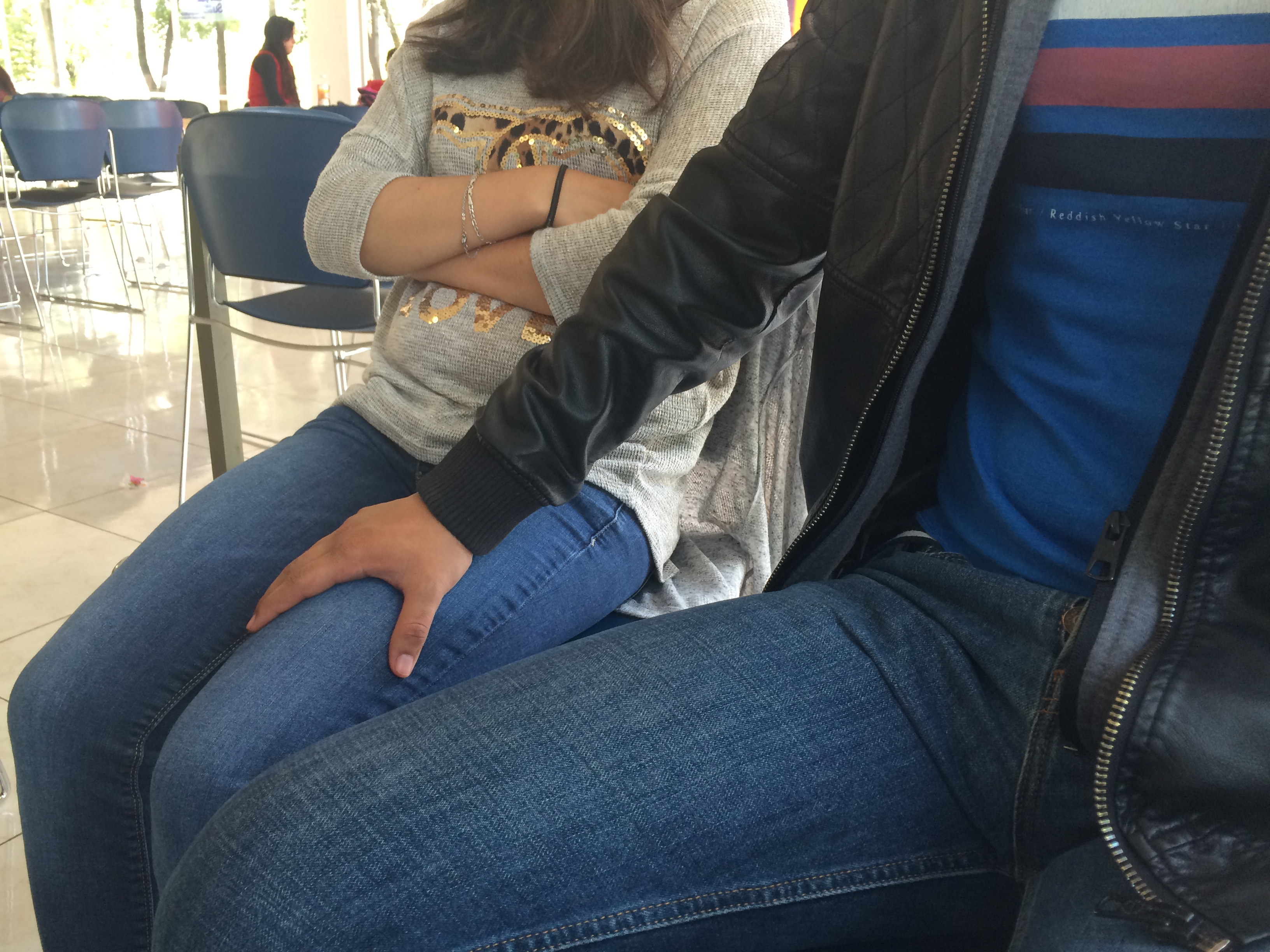
O bullying sexual pode ser físico, verbal e/ou emocional.

## Tipos de interações

### Bullying físico e verbal
O bullying sexual pode envolver gestos sugestivos de cunho sexual, contato físico sem consentimento, agressão sexual, ou estupro. Além disso, o bullying sexual pode ocorrer por meio de insultos abusivos e sexualizados, espalhamento de boatos de conteúdo sexual, pressão para que alguém realize algo sexual sem consentimento, sexismo em todas as suas formas, insinuações sexuais indesejadas e upskirtinging.
AAUW Educational Foundation de 1993, no relatório *Hostile Hallways*, fornece uma lista de exemplos de bullying sexual na escola, que inclui fazer comentários sexuais sobre o corpo ou aparência de alguém, zombar de outros por serem ou parecerem ser LGBT, mostrar partes íntimas, puxar as roupas de outras pessoas, tocar ou roçar sexualmente em alguém, ou espalhar boatos sexuais.

### Ciberbullying sexual
O ciberbullying sexual é uma forma de ciberbullying que envolve o uso de tecnologia, como telefones celulares, redes sociais e outras ferramentas online, para assediar ou coagir alguém de maneira sexualmente explícita.
Isso pode incluir solicitar fotos ou mensagens explícitas, enviar fotos ou mensagens sexualmente explícitas não solicitadas, compartilhar fotos e mensagens sexualmente explícitas online sem consentimento, ameaçar enviar fotos privadas online com o objetivo de obter sexo consensual, e fazer comentários sexualmente explícitos indesejados publicamente.

## Estudos de caso

### Estudantes
Um estudo do Sindicato Nacional de Professores no Reino Unido indicou que o bullying sexual começa no nível do ensino fundamental e geralmente ocorre na forma de insultos verbais feitos por meninos direcionados a meninas e mulheres. Os insultos geralmente giram em torno do status sexual das meninas e incluem termos como 'bitch', 'slag', 'tart' e 'slut'.
Os meninos são principalmente alvo de bullying sexual se forem percebidos pelos colegas, especialmente pelas meninas, como não agindo de forma promíscua que se conforme a uma visão tradicional de masculinidade.

### LGBT
Segundo um estudo da UNESCO de 2016, uma proporção significativa de estudantes LGBT sofre violência homofóbica e transfóbica na escola globalmente. A proporção de estudantes LGBT afetados variou de 16% no Nepal a 85% nos Estados Unidos. Estudantes LGBT também têm maior probabilidade de sofrer esse tipo de violência na escola do que em casa ou na comunidade.
Estudantes LGBT relatam maior prevalência de violência na escola do que seus pares não LGBT. Na Nova Zelândia, por exemplo, estudantes lésbicas, gays e bissexuais tinham três vezes mais probabilidade de serem alvo de bullying do que seus pares heterossexuais e, na Noruega, de 15% a 48% das estudantes lésbicas, gays e bissexuais relataram ter sido vítimas de bullying em comparação com 7% dos estudantes heterossexuais.

### Aparência
Pesquisas sugerem que a aparência física desempenha um papel no bullying sexual entre jovens. Um estudo de 2010 que observou bullying sexual em cinco países europeus descobriu que 85% dos participantes tiveram pelo menos uma forma de vitimização por bullying sexual. As adolescentes apresentaram mais vitimização por bullying sexual, incluindo assédio sexual, agressão sexual e bullying baseado na aparência, em comparação com seus colegas masculinos.
Outro estudo, usando o Comprehensive Assessment of School Bullying (CASB), avaliou a autopercepção de atratividade física dos estudantes e se eles estavam envolvidos no bullying sexual como perpetradores, vítimas, observadores ou se tinham amigos autores de bullying sexual. 80% das estudantes e 66% dos estudantes relataram ter aparência mediana em comparação com seus pares. Entre aqueles que se autodeclararam de aparência mediana, foi observado que eram tanto perpetradores quanto vítimas de bullying sexual, observadores de bullying sexual e tinham amigos que cometiam bullying sexual em uma taxa maior do que aqueles que relataram ser acima ou abaixo da atratividade média.

## Efeitos e riscos associados
As vítimas de bullying sexual podem sofrer com depressão, transtorno de ansiedade, isolamento, baixa autoestima, transtornos alimentares, TEPT e outras questões de saúde mental. Em alguns casos, o bullying sexual pode levar à autolesão ou até mesmo ao suicídio.
A American Association of University Women identificou comportamentos das vítimas de bullying sexual, incluindo diálogo interno negativo via culpa ou autoacusação, evitar fisicamente os colegas mudando de lugar na sala ou faltando à escola, sentir-se envergonhado ou com medo, tornar-se incapaz de identificar quando interações sexuais indesejadas estão ocorrendo, aceitar o bullying sexual como algo inevitável e retirada emocional de relacionamentos românticos.
Mulheres sexualmente minoritárias vítimas de bullying têm maior probabilidade de sofrer depressão e ideação suicida do que seus pares masculinos da minoria sexual e heterossexuais. As vítimas femininas de bullying e assédio sexual também apresentaram impacto significativo na saúde física e sintomas de TEPT.
Estudantes que relataram ter sido alvo de bullying por causa de sua sexualidade relataram ter dificuldade para dormir e sentimentos intensos de solidão. Além disso, aqueles que enfrentam bullying baseado na sexualidade podem se tornar perpetradores de bullying sexual para provar que são heterossexuais para seus agressores e colegas.
O Center for Victim Research encontrou uma relação entre violência sexual na adolescência e violência no namoro entre adolescentes. Aqueles que praticam bullying sexual ainda crianças têm maior probabilidade de se tornarem perpetradores de violência no namoro e assédio sexual na vida adulta.
A existência do bullying sexual entre crianças em idade escolar foi descrita como “manifestações de lutas de poder sexual,” (Duncan 1999), à medida que os jovens descobrem benefícios sociais ao serem dominantes e masculinos. Tanto alunos do sexo masculino quanto feminino praticam violência contra seus pares como uma medida de autoproteção para não serem vistos como alvos fracos, fáceis e femininos.